# Parque de Fort Greene
El Parque de Fort Greene (en inglés, Fort Greene Park) es un parque público de propiedad y operación municipal en Fort Greene, en el distrito de Brooklyn en Nueva York (Estados Unidos). Originalmente, el parque de 12 ha recibió el nombre del fuerte anteriormente ubicado allí, Fort Putnam, que a su vez recibió su nombre de Rufus Putnam, el jefe de ingenieros de George Washington en la Guerra de Independencia de los Estados Unidos. Renombrado en 1812 por Nathanael Greene, un héroe de ese conflicto, fue rediseñado por Frederick Law Olmsted y Calvert Vaux en 1867. En el parque está el Monumento a los Mártires del Barco Prisión, que incluye una cripta diseñada por Olmsted y Vaux.
Al otro lado de la calle desde la entrada de Avenida DeKalb en Ft. Greene Place es la Brooklyn Technical High School. Al oeste se encuentra el hospital más antiguo de Brooklyn, ahora llamado Brooklyn Hospital Center. Al norte del parque se encuentran las Walt Whitman Houses, uno de los proyectos de vivienda más grandes de la ciudad de Nueva York.

## Historia

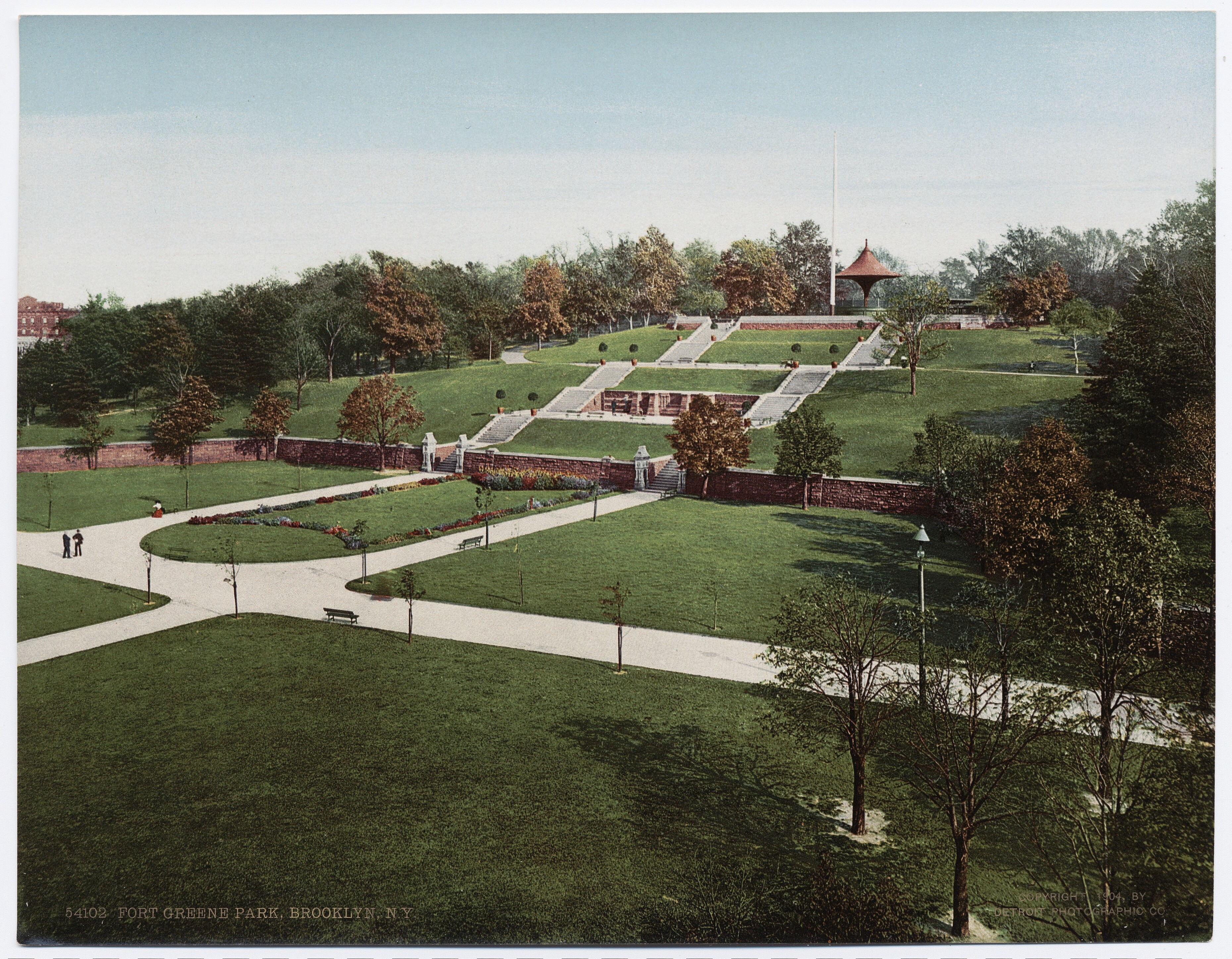
El parque c.1904

El parque incluye parte del terreno elevado donde el Ejército Continental construyó fortificaciones antes de la batalla de Long Island, durante los primeros días de la Guerra de Independencia. El sitio fue elegido y la construcción supervisada por el general Nathanael Greene, y recibió el nombre de Fort Putnam, en honor a Rufus Putnam, el ingeniero jefe de George Washington. Durante la guerra anglo-estadounidense de 1812, cuando la posibilidad de una invasión británica condujo a la reutilización del sitio para la defensa, la fortificación recién reconstruida se llamó Fort Greene en honor al general Greene.
Después de que el uso militar del fuerte se desvaneciera, el poeta Walt Whitman, entonces editor del Brooklyn Daily Eagle, abogó por recuperarlo como parque público. La ciudad de Brooklyn, en 1842, había comprado propiedades alrededor del fuerte de la familia Cowenhoven, y en 1847 estableció lo que entonces se llamaba Parque Washington Park, el segundo parque de Brooklyn, después de City Park (hoy llamado Parque del Comodoro Barry).
En 1867, Frederick Law Olmsted y Calvert Vaux, diseñadores de Central Park y Prospect Park, prepararon un plan para el rediseño del parque, cuyo nombre fue cambiado a Parque de Fort Greene.
En febrero de 2017, Parks Without Borders (PWB), la unidad de diseño del Departamento de Parques de la Ciudad de Nueva York (NYC Parks) propuso una "renovación". La oposición pública dio lugar al grupo de defensa Friends of Fort Greene Park. La Comisión de Preservación de Monumentos (LPC) no votó, y un comisionado observó que el plan estaba "en contra de cada momento histórico en el diseño del parque". El LPC luego aprobó el plan después de que NYC Parks eliminara una obra propuesta por el difunto arquitecto paisajista Arthur Edwin Bye. Surgió más controversia a principios de 2018 cuando NYC Parks anunció planes para talar algunos de sus árboles, y un grupo de residentes demandó con éxito a NYC Parks para forzar la publicación de un informe interno sobre los árboles, una decisión confirmada en apelación. A agosto de 2018 la renovación estaba en proceso de adquisición.

## Monumento a los Mártires del Barco Prisión

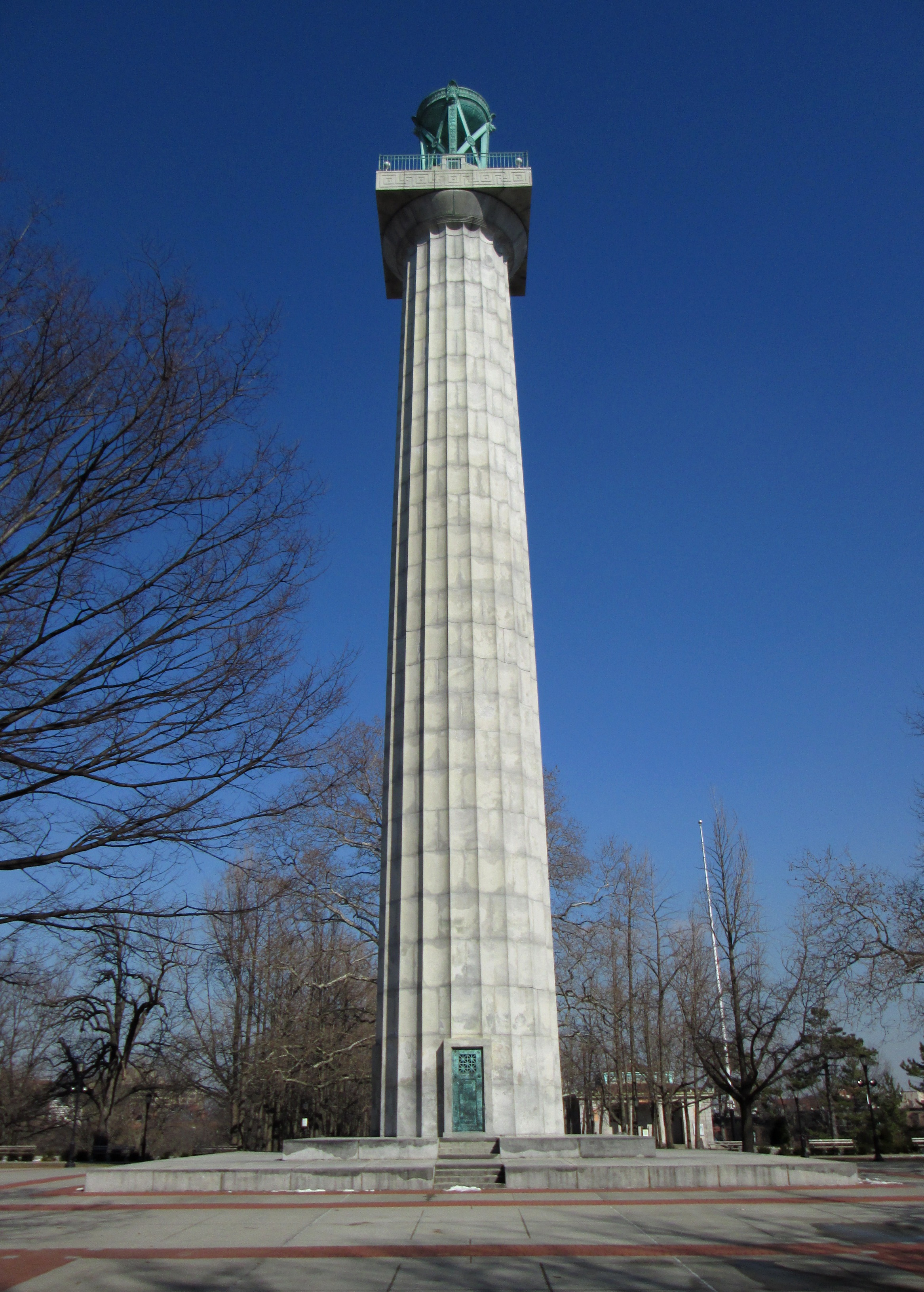
El Monumento al Mártir del Barco Prisión

Una de las características distintivas del parque es el Monumento a los Mártires del Barco Prisión. Durante la Guerra de Independencia, los británicos mantuvieron prisioneros estadounidenses en barcos en Wallabout Bay, de los que unos 11 500 murieron por enfermedades y desnutrición. Olmsted y Vaux imaginaron una cripta para guardar sus restos, con un monumento apropiado. Fue construido y los restos de los prisioneros fueron reenterrados allí en 1873. También se construyó un pequeño monumento.
Finalmente, se recaudaron fondos para un monumento más grande. El estudio de arquitectura de McKim, Mead y White ganó un concurso de diseño y el monumento fue inaugurado en 1908 por el presidente electo William Howard Taft. Este consiste en una columna dórica de 45 m de granito sobre la cripta. En la parte superior hay una urna de bronce de 8 t. Por la noche, el monumento está iluminado por cuatro luces eléctricas colocadas en cuatro pozos de granito. Águilas de bronce adornan cada eje, y dos cañones protegen la plaza y la cripta de los mártires, situada debajo.

## Eventos
El parque es sede del Festival Literario de Verano de Fort Greene Park, un evento que presenta a jóvenes escritores de 7 a 18 años leyendo junto a escritores establecidos. Fort Greene Park Conservancy también opera una serie de conciertos de verano. El Proyecto Greene Glass se inició en 2010 para abordar los entonces miles de fragmentos de vidrio roto en el parque. La organización estaba organizando limpiezas anuales en el verano a partir de 2015.